# Basfelder Hof
Der Basfelder Hof, auch Hof Basfeld und Hof Baßfeld, ist ein seit dem Mittelalter bekannter Gutshof in der Gemarkung von Völkershain, einem Ortsteil der Gemeinde Knüllwald im nordhessischen Schwalm-Eder-Kreis.

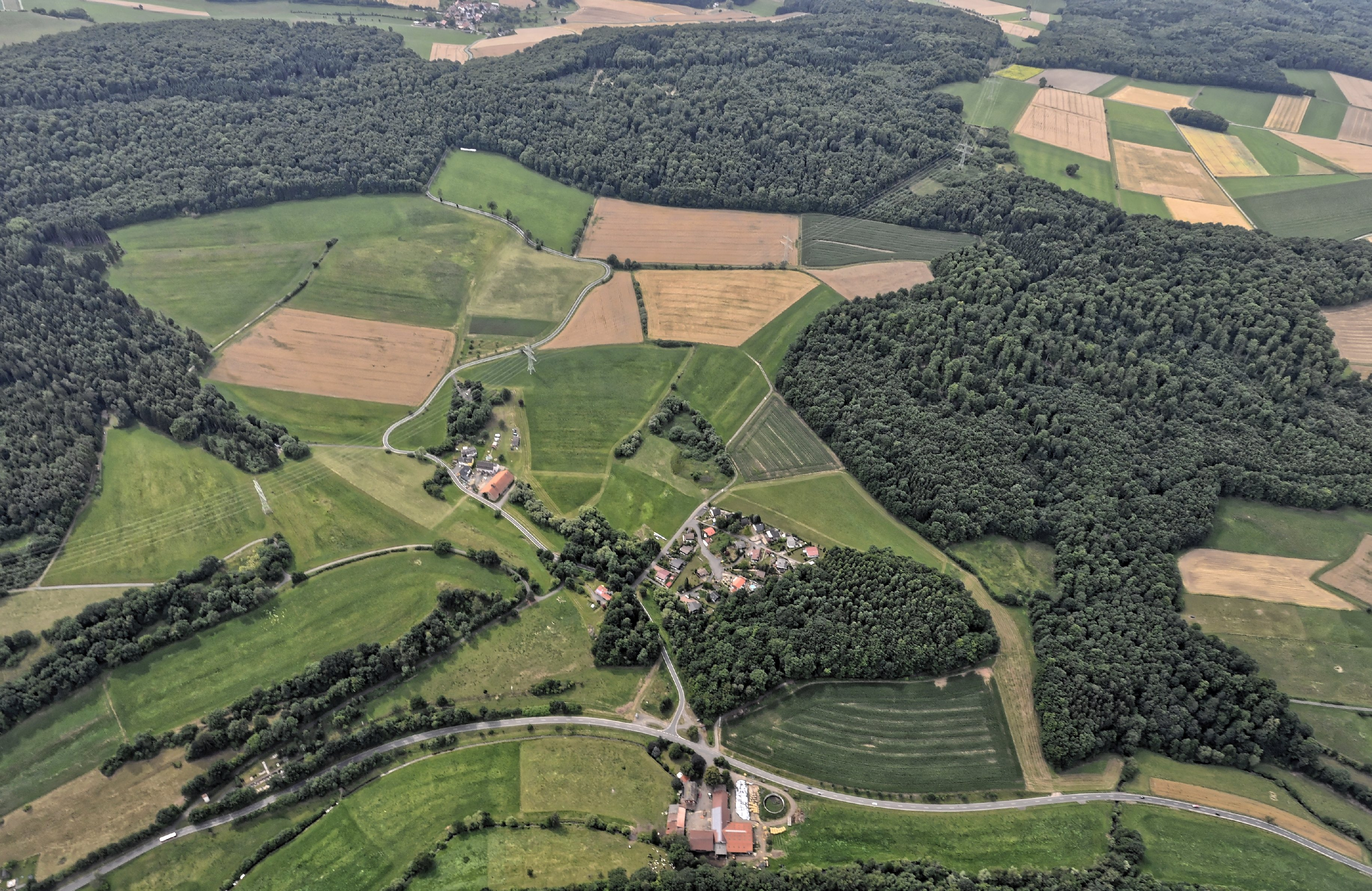
Der Basfelder Hof (Bildmitte links), Immenhorst (Bildmitte) und Ullrichsmühle (vorn)

## Geographie
Die Gebäudegruppe liegt 331 m über NHN unmittelbar westlich der Kreisstraße K 37 (hier Baßfeld genannt) von der kleinen Siedlung Immenhorst nach Rückersfeld, etwa 300 m südlich von Immenhorst und etwa 0,7 km nordwestlich von Völkershain. Sie wird westlich umflossen vom Oberlauf eines Baches, der zunächst nach Norden und dann Nordosten verläuft und unweit östlich von Immenhorst an der Ullrichsmühle (auch Ulbrichsmühle), einer 1592 erstmals erwähnten Waldschmiede und späteren Hüttenmühle, in die Efze mündet.

## Geschichte
Die Ersterwähnung erfolgte 1398, als die Herren von Homberg einen Zehnten zu Basfelde erhielten. Spätere Dokumente sprechen von Bachsfeldtt (1537), Bachsfelde (1587), Basfelt (1590) und Bassfeld (1715). Noch bis um 1585 bestand dort nur ein Gutshof mit einem Hausgesess, aber 1715 ist die Rede von Höfen, als W. H. von Baumbach seine Hälfte der Höfe zu Basfeld an den Landgrafen Karl von Hessen-Kassel verkaufte. 1639 gab es zwei verheiratete Hausgesesse, und 1742 und 1747 wurden vier Häuser bzw. vier Hausgesesse gezählt. Im Jahre  1767 gab es 18 Einwohner, aber 1895 war ihre Zahl auf nur noch acht gesunken. Zum Gut gehörten im Jahre 1742 insgesamt 59 Kasseler Acker Felder und 42 Kasseler Acker Wiese.
Der Ort unterstand bis 1807 dem landgräflichen Gericht am Walde und dem Amt Homberg. Während der Zeit des napoleonischen Königreichs Westphalen gehörte er von 1807 bis 1813 zum Kanton und Friedensgericht Frielendorf. Nach dem Ende des Königreichs Westphalen führte das Kurfürstentum Hessen kam der Ort 1814 wieder zum Gericht am Walde und dem Amt Homberg. Als 1821 Verwaltung und Justiz in Kurhessen getrennt wurden, kam Basfeld zum neugebildeten Kreis Homberg und hinsichtlich der Rechtsprechung unter das Landgericht Homberg. Bei der Auflösung des Landgerichts Homberg 1831 wurde Basfeld dem Justizamt Raboldshausen zugeordnet. Nach der preußischen Annexion Kurhessens kam Basfeld 1867 zum Amtsgericht Homberg. 1932 kam es mit dem gesamten Kreis Homberg in den zusammengelegten Kreis Fritzlar-Homberg, der 1939 in Landkreis Fritzlar-Homberg umbenannt wurde und schließlich 1974 mit den Landkreisen Melsungen und Ziegenhain zum Schwalm-Eder-Kreis vereinigt wurde.
Kirchlich war Basfeld zunächst nach Remsfeld, ab 1872 nach Völkershain eingepfarrt.
Koordinaten: 50° 58′ 26″ N, 9° 27′ 59″ O